# Franky Boy
Franky Boy (14 november 1950) is de artiestennaam van de uit Weert afkomstige zanger Frank Kneepkens. Vooral in de jaren tachtig genoot hij bekendheid met vooral feest- en carnavalsnummers.
In 1966 ging hij tijdens de weekends aan de slag als DJ en werd hij tweemaal kampioen van Zuid Nederland in een door de AVRO georganiseerd kampioenschap.
Later werkte hij als medewerker voor Johnny Hoes en op een gegeven moment had Hoes een orkestband met muziek waar nog geen zanger voor was gevonden. Kneepkens stelde voor, puur voor de gein, om het zelf te zingen en zong het nummer "Een ezel stoot zich geen tweemaal" en Hoes was enthousiast. Er werden 1000 singles geperst waarvan er maar 15 werden verkocht.
Desondanks vroeg Hoes twee maanden later Kneepkens opnieuw een nummer in te zingen nu "Oh Mia BeIla Margarita" (refrein "Iek ben een Italiano") als "Franky Boy". Dit werd wel een succes en bereikte in 1982 in de Top 40 7 weken notering met als hoogste plaats 12. Ook verscheen hij in het televisieprogramma Op volle toeren van Chiel Montagne. 
Andere bekende nummers waren onder meer:
- Dans met mij tot morgenvroeg
- Hey Barbariba
- Jodeladiehieppieppiep
- Katerien
- Konte Bonke
- Palomita (B-zijde: 'n Zakkie patat)
- Viva la Mexico
- Wat ruist er door het struikgewas.

Opvallend was zijn hoge piepstem bij onder meer het nummer Oh Mia Bella Margarita waarbij hij zich als Italiaan voor deed. Het nummer Jodeladiehieppieppiep vertolkte hij in 1983 in Op volle toeren samen met de Alpenzusjes.
Daarnaast bracht hij de albums "Alle 16 op een rijtje", 12 1/2 jaar te gek om los te lopen", "Forever" en "Het Beste van Franky Boy" uit.
Tot zijn pensioen was hij in het dagelijkse leven commercieel medewerker bij een Duitse platenmaatschappij. De laatste jaren heeft hij geen bekende nummers meer gehad. Wel treedt hij nog steeds regelmatig op in het feestcircuit door geheel Nederland, meestal eenmaal per week, maar rond carnaval vaker.